# Przeździatka-Leśniczówka
Przeździatka-Leśniczówka – osada leśna w Polsce położona w województwie mazowieckim, w powiecie sokołowskim, w gminie Sokołów Podlaski.
W latach 1975–1998 miejscowość administracyjnie należała do województwa siedleckiego.